# Daryl van Mieghem
Daryl van Mieghem, né le 5 décembre 1989 à Amsterdam aux Pays-Bas, est un footballeur néerlandais qui évolue au poste d'ailier droit au ADO La Haye.

## Biographie

### Débuts professionnels
Né à Amsterdam aux Pays-Bas, Daryl van Mieghem est formé par l'Amsterdamsche FC (en) où il fait ses débuts. Il rejoint en 2011 l'Heracles Almelo et joue son premier match en Eredivisie, l'élite du football néerlandais, le 22 janvier 2022, face au FC Groningue. Il entre en jeu ce jour-là à la place de Marko Vejinović et son équipe s'incline par deux buts à un.

### Excelsior Rotterdam
En juillet 2014, Daryl van Mieghem rejoint l'Excelsior Rotterdam. Il arrive librement, étant en fin de contrat, et le transfert est annoncé dès le 29 avril 2014. Il inscrit son premier but pour l'Excelsior le 30 août 2014, lors d'une rencontre de championnat contre son ancien club, l'Heracles Almelo. Il contribue ainsi à la victoire des siens par trois buts à un.

### Retour à l'Heracles Almelo
Daryl van Mieghem fait son retour à l'Heracles Almelo à l'été 2016, le joueur, dont le contrat se termine en juin s'engage librement pour un contrat de deux ans. Le transfert est annoncé dès le 23 mars 2016. 

### De Graafschap
Le 27 janvier 2017, Daryl van Mieghem est prêté à De Graafschap. 
Van Mieghem participe à la montée du club en première division à l'issue de la saison 2017-2018, De Graafschap sortant vainqueur du barrage de promotion face à Almere City le 20 mai 2018.

### FC Volendam
Le 5 juin 2021, Daryl van Mieghem rejoint le FC Volendam. Il signe un contrat de deux ans plus une année supplémentaire en option.
Il joue son premier match pour Volendam le 6 août 2021, lors de la première journée de la saison 2021-2022 contre le FC Eindhoven. Titulaire, il se fait remarquer en inscrivant également son premier but ce jour-là, sur coup franc direct. Les deux équipes se neutralisent toutefois (2-2 score final). Van Mieghem participe à la montée du club en première division à l'issue de la saison 2021-2022, le FC Volendam étant officiellement promu le 22 avril 2022, après une victoire face au FC Den Bosch (1-2),.

### ADO La Haye
Le 22 août 2023, Daryl van Mieghem rejoint le ADO La Haye. Il signe un contrat courant jusqu'en juin 2025.